# ZIL-4331
Lo ZIL-4331 era un camion prodotto dallo stabilimento ZIL di Mosca dal 1987 al 2015. Era il successore dello ZIL-130 e aveva un design più moderno, sia nello stile che nella meccanica.
I primi prototipi del camion furono costruiti nel 1970 come potenziale successore dello ZIL-130, con il nome ZIL-169. Era basato sul telaio ZIL-130 e sul motore V8, ma aveva una nuova carrozzeria.
I primi prototipi furono mostrati a Leonid Il'ič Brežnev durante una delle sue visite allo stabilimento. Con il progredire dello sviluppo, il telaio e il motore furono ulteriormente modernizzati e migliorati, per migliorare l'economia e aumentare la capacità di carico.
La produzione iniziò nel 1986 e il nuovo camion fu prodotto per alcuni anni insieme al vecchio ZIL-130. Era disponibile principalmente come camion con pianale, ma furono costruite anche versioni furgone e autobus. Fu costruita anche una versione a tre assi basata sul telaio ZIL-133 come ZIL-133G40 e poi ZIL-6309. Lo ZIL-4331 era disponibile principalmente con vari motori diesel. Inizialmente era disponibile solo il vecchio ZIL V8, ma in seguito furono disponibili per il camion anche altri motori V6 e V8 di MMZ e YaMZ. Il carico utile era di 5 tonnellate per il modello 4x2, ma di circa 8-9 tonnellate per il modello 6x4. 
Una variante militare 6x6 basata sullo ZIL-131 fu costruita anche come camion ZIL-4334. In piccole quantità è stata costruita anche una versione con cabina MAN mansardata, fornita tramite un'azienda cinese. La produzione è terminata nel 2011 senza un successore diretto.